# Completeness
Completeness ist das offizielle Debütalbum der fiktiven Symphonic-Metal-Band Ave Mujica aus dem BanG-Dream!-Multimediafranchise. Das Werk wurde offiziell am 23. April 2025 über Bushiroad Music auf dem japanischen Markt veröffentlicht.
Das Album umfasst sieben Lieder mit einer gesamten Spiellänge von 28 Minuten. Alle Lieder, die auf Completeness zu hören sind, wurden für die Anime-Fernsehserie BanG Dream! Ave Mujica genutzt.
Completeness erreichte Chartplatzierungen in den offiziellen Oricon-Albumcharts sowie in den Hot-Album-Charts von Billboard Japan.

## Hintergrund und Veröffentlichung
Am 14. Februar 2025 wurde von Bushiroad Music die Veröffentlichung des Albums Completeness für den 23. April gleichen Jahres angekündigt. Bereits einen Monat zuvor wurde mit KiLLKiSS eine Single als Tonträger veröffentlicht, dessen Coupling-Track das Stück Georgette Me, Georgette You darstellt. Dieses Stück ist in der Anime-Fernsehserie BanG Dream! Ave Mujica als musikalische Untermalung in der Vor- bzw. Abspannsequenz zu hören.
Am 6. März 2025 folgte die Herausgabe der Lieder Imprisoned XII und Crucifix X, nachdem beide Lieder als Insert-Song in der zehnten Episode der gleichen Anime-Produktion erstmals zu hören waren. Knapp einen Monat später folgte mit Sora no Música eine weitere digitale Singleveröffentlichung mitsamt Musikvideo. Sechs Tage vor Veröffentlichung des Albums erschien mit Kao die fünfte Singleauskopplung auf digitaler Ebene.
Das Album erschien in einer regulären und in einer limitierten Ausgabe. Letztere enthält eine zusätzliche Blu-ray-Disc mit einem kompletten Live-Mitschnitt des vierten Konzertes der Gruppe. Zudem erhielten Besteller des Albums eine zusätzliche CD mit einem Bonustitel, der je nach Onlineshop variiert. b
Die Liedtexte wurden allesamt von Diggy-MO', einem ehemaligen Mitglied der Hip-Hop-Gruppe Soul’d Out, geschrieben. Gemeinsam mit anderen Komponisten war er an der Komposition aller Lieder des Albums beteiligt. Die Aufnahmen fanden im Studio Mech in Tokio, welches zu Sound City gehört, statt. Das Mixing wurde im Fennel Studio realisiert.

## Titelliste
| Nr. | Titel (Original)            | Titel (transkript.) | Komponisten                 | Songwriter | Länge | Anmerkungen                                   |
| --- | --------------------------- | ------------------- | --------------------------- | ---------- | ----- | --------------------------------------------- |
| 01  | KiLLKiSS                    | –                   | Daisuke Hasegawa, Diggy-MO' | Diggy-MO'  | 3:28  | Vorspann BanG Dream! Ave Mujica               |
| 02  | Georgette Me, Georgette You | –                   | Kōji Matsuzaka, Diggy-MO'   | Diggy-MO'  | 3:54  | Abspann BanG Dream! Ave Mujica                |
| 03  | Imprisoned XII              | –                   | Kōji Matsuzaka, Diggy-MO'   | Diggy-MO'  | 3:08  | BanG Dream! Ave Mujica Insert-Song Episode 10 |
| 04  | Crucifix X                  | –                   | o-saka, Diggy-MO'           | Diggy-MO'  | 5:00  | BanG Dream! Ave Mujica Insert-Song Episode 10 |
| 05  | 八芒星ダンス                | Hachibousei Dance   | araken, Diggy-MO'           | Diggy-MO'  | 3:49  | BanG Dream! Ave Mujica Insert-Song Episode 13 |
| 06  | 顔                          | Kao                 | Ryūhei Kinoshita, Diggy-MO' | Diggy-MO'  | 4:02  | BanG Dream! Ave Mujica Insert-Song Episode 13 |
| 07  | 天球のMúsica                | Sora no Música      | Ryō Takahashi, Diggy-MO'    | Diggy-MO'  | 4:39  | BanG Dream! Ave Mujica Insert-Song Episode 13 |

## Erfolg

### Besprechungen
Katarina McGinn besprach Completeness für das Onlinemedium Dead Rhetoric und beschrieb das Werk als „kraftvoll“, egal ob man den Anime gesehen hat oder nicht. Die Gruppe mische Elemente des Symphonic Metal mit denen des Metalcore, des Gothic-Rocks und der Popmusik, wodurch Ave Mujica etwas Frisches präsentieren. Der Klang auf dem Album sei „durchschlagend heavy, verspielt melodisch, herrlich cinematisch und faszinierend süchtig machend.“

### Chartplatzierungen
Completeness erreichte in seiner Veröffentlichungswoche mit knapp 27.000 verkauften Tonträgern den siebten Platz der Oricon-Albumcharts. c KiLLKiSS, die einzige als Tonträger herausgegebene Singleveröffentlichung, erreichte eine Woche nach Erscheinen Platz vier der Oricon-Singlecharts. In der Veröffentlichungswoche verkaufte sich die Single etwas mehr als 27.000 mal.
In den von Billboard Japan erhobenen Albumcharts stieg das Werk auf Platz 47 ein und verblieb eine Woche lang in der Hitliste.
| ChartsChartplatzierungen | Höchstplatzierung | Wochen |
| ------------------------ | ----------------- | ------ |
| Japan (Oricon)           | 7 (… Wo.)         | …      |

### Belege
1. 1 2 3  Ave Mujica 1st Album「Completeness」先着購入キャンペーン開催決定. In: Bushiroad Music. 14. Februar 2025, abgerufen am 3. Juni 2025 (japanisch).
2. 1 2  Ave Mujica 2nd Single「KiLLKiSS」本日リリース. In: PRTimes.jp. 15. Januar 2025, abgerufen am 3. Juni 2025 (japanisch).
3. ↑  Anita Tai: BanG Dream! Ave Mujica Anime Streams Clean Opening Sequence. In: Anime News Network. 15. Dezember 2024, abgerufen am 3. Juni 2025 (amerikanisches Englisch).
4. ↑  【急上昇ワード】Ave Mujica、「Imprisoned XII」「Crucifix X」の2曲を全世界同時配信リリース. In: Ototoy.jp. 7. März 2025, abgerufen am 3. Juni 2025 (japanisch).
5. ↑  【急上昇ワード】Ave Mujica「顔」がOTOTOYデイリーSGチャート1位 2位獲得. In: Getnews.jp. 18. April 2025, abgerufen am 3. Juni 2025 (japanisch).
6. 1 2 3 4  Ave Mujica: Completeness, Bushiroad Music, EAN 4562494358860, Katalognummer: BRMM-10917, 2025 (japanisch)
7. ↑  Completeness / Ave Mujica [Blu-ray Limited Edition]. In: VGMDB.net. Abgerufen am 3. Juni 2025 (amerikanisches Englisch).
8. ↑  Katarina McGinn: Ave Mujica – Completeness (Bushiroad). In: Dead Rhetoric. 23. April 2025, abgerufen am 3. Juni 2025 (amerikanisches Englisch).
9. ↑  週間　アルバムランキング 2025年05月05日付. In: Oricon. Archiviert vom Original am 30. April 2025; abgerufen am 3. Juni 2025 (japanisch).
10. ↑  KiLLKiSS. In: Oricon. Abgerufen am 3. Juni 2025 (japanisch).
11. ↑  週間　シングルランキング 2025年01月27日付. In: Oricon. Archiviert vom Original am 22. Januar 2025; abgerufen am 3. Juni 2025 (japanisch).
12. ↑  Ave Mujica. In: Billboard Japan. Abgerufen am 3. Juni 2025 (japanisch).
13. ↑  Completeness. In: Oricon. Abgerufen am 3. Juni 2025 (japanisch).